# Maoricicada oromelaena
Maoricicada oromelaena är en insektsart som först beskrevs av Myers 1926.  Maoricicada oromelaena ingår i släktet Maoricicada och familjen cikador. Inga underarter finns listade i Catalogue of Life.